# Castellanos de Castro
Castellanos de Castro ist ein Ort und eine Gemeinde (municipio) mit 46 Einwohnern (Stand: 2024) in der Provinz Burgos in der nordspanischen Autonomen Region Kastilien-León. Die Gemeinde gehört zur Comarca Odra-Pisuerga.

## Lage
Castellanos de Castro liegt in der kastilischen Hochebene (meseta) in einer Höhe von etwa 881 Metern ü. d. M. und etwa 25 Kilometer in westlicher Entfernung von der Stadt Burgos. 

## Bevölkerungsentwicklung
| Jahr      | 1910 | 1930 | 1950 | 1970 | 1981 | 1991 | 2001 | 2011 | 2021 |
| Einwohner | 138  | 154  | 144  | 95   | 82   | 74   | 69   | 52   | 49   |

## Wirtschaft
Die Region ist seit Jahrhunderten wesentlich von der Landwirtschaft geprägt; die Bewohner früherer Zeiten lebten hauptsächlich als Selbstversorger, aber auch Handwerk und Kleinhandel spielten eine Rolle. Ein Schwerpunkt lag auf der Anzucht von Bäumen aller Art, die letztlich in ganz Zentralspanien angepflanzt wurden.

## Sehenswürdigkeiten
- Peterskirche (Iglesia de San Pedro)
- Bodegas

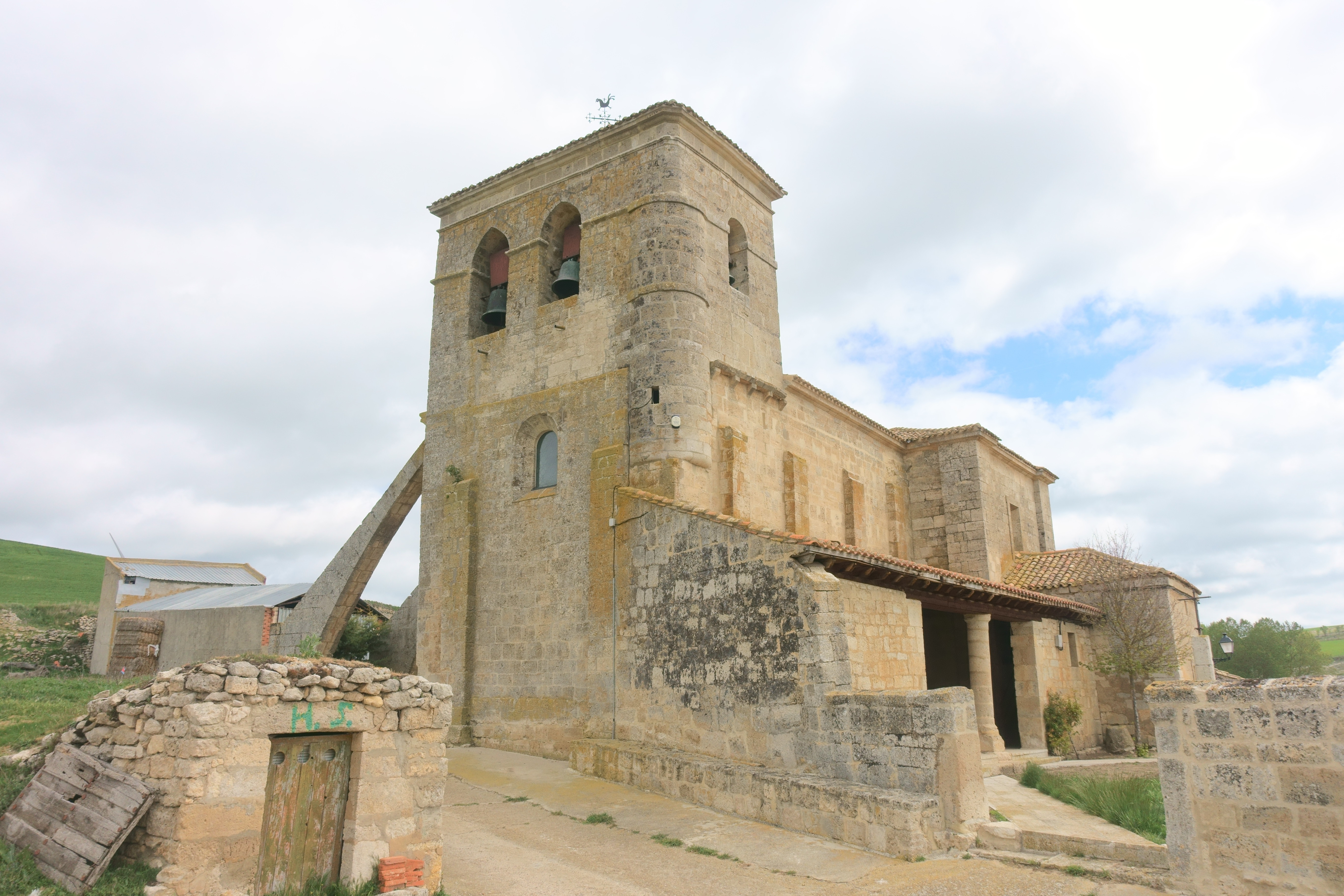
Peterskirche